# 第三次阿圖瓦戰役
第三次阿圖瓦戰役（英語：Third Battle of Artois），又稱洛斯－阿圖瓦攻勢（英語：Loos–Artois Offensive），是第一次世界大戰西方戰線的一次战役，發生於1915年9月25日至11月4日之间，交戰雙方分別是法國第十軍團及德國第六軍團。發起洛斯戰役的英國第一軍團亦有參與本場戰役。這場攻勢是作為第二次香檳戰役的輔助，也是法軍總指揮約瑟夫·霞飛在1915年最後一次嘗試利用協約國人數優勢來對抗德軍。協約國同時在香檳-阿登及阿圖瓦發起攻勢，分別是為了攻占阿蒂尼的鐵路，以及透過拿下杜埃一線來迫使德軍從努瓦永突出部撤出。

## 背景
霞飛的計畫是在西方戰線發起一系列的攻勢，與此同時軍也在伊松佐河發起進攻，英國遠征軍則在洛斯昂戈埃勒附近發起進攻。一開始，約翰·弗倫奇陸軍元帥及道格拉斯·黑格爵士出於土地、缺乏重型火砲、彈藥和預備隊等原因而反對此項計畫。但這些將軍的意見被英國戰爭大臣赫伯特·基奇納勳爵否決，後者下令弗倫奇和黑格配合霞飛發動攻勢。

## 前奏

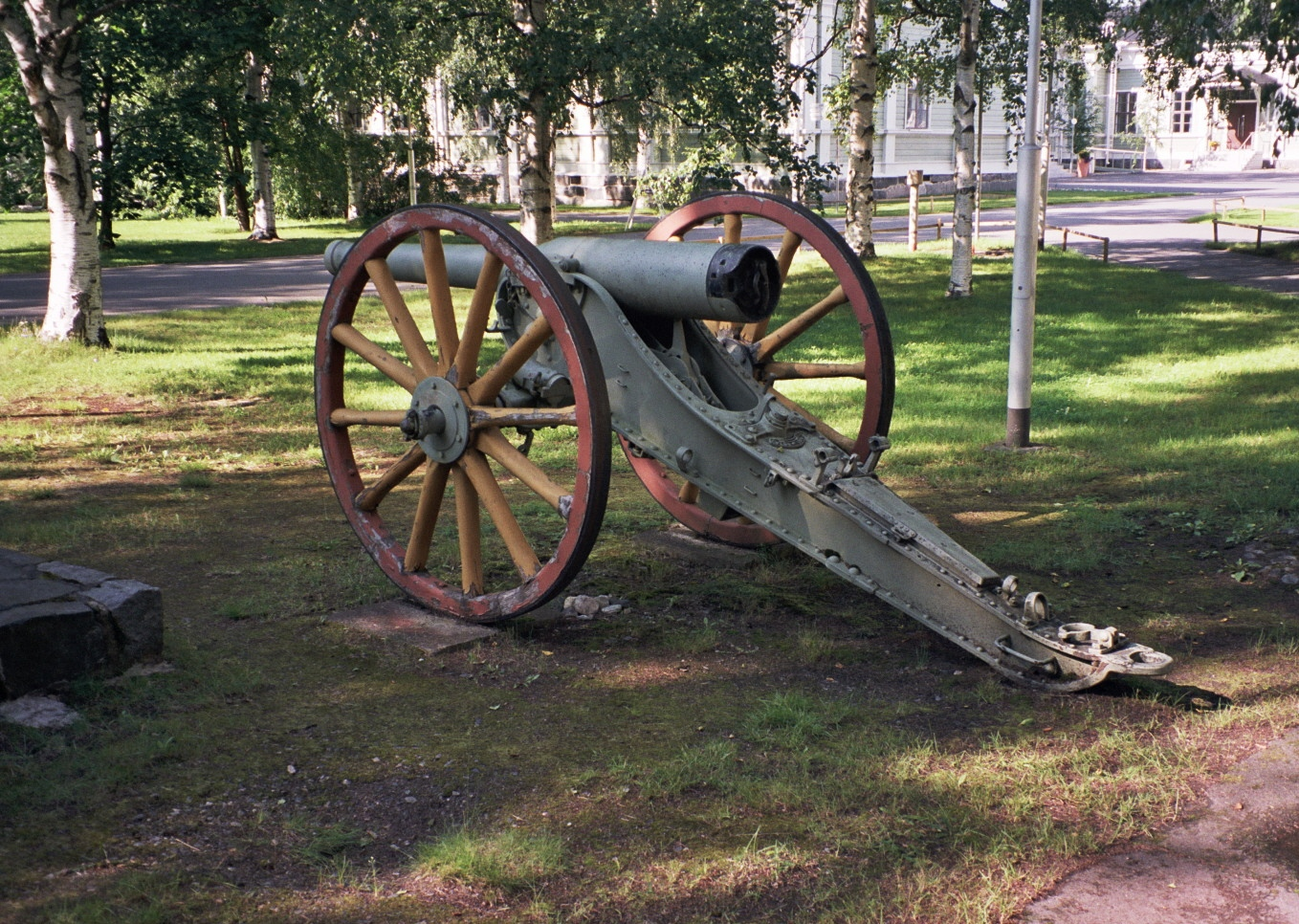
德·班格90釐米大砲

法國第十軍團為了發起攻勢集結了十七個步兵師及兩個騎兵師，並由630門野戰炮及420門大砲做支援。德國第六軍團則有約十三個師，到了9月13日更來到十九個。法軍野戰砲及大砲分別向德軍陣地發射了140萬及25萬發彈藥。過時的90釐米大砲被用來發射另外63,500枚砲彈。

## 戰役過程
9月21日起砲兵开始发动砲轟。9月25日中午12點25分，法軍第十軍團發起進攻。在中午发动进攻是为了避免晨霧影响攻势。其中第21兵團進攻其餘蘇謝村莊及拉芙蕾農場（La Folie farm），第33兵團取得部分進展，但第3及第12兵團在南方的攻勢被擊退。第13師（共14,790人）戰事頭幾天在第21兵團前線進攻蘇謝時，就承受了高達41%的傷亡率。當天下午開始下雨，從而妨礙了砲兵的觀察，讓法軍變更其進攻時程到當天晚些時候，這使得其與英國第一軍團在北翼的協調變得更加困難。9月26日，第33及第21兵團終於攻佔蘇謝，但第3及第12兵團只在訥維爾聖瓦東南方取得些微的進展。
法軍未能攻破德軍第二條防線，因此無法達成戰局的突破。霞飛投入法國第4兵團協助英軍進攻洛斯，但此舉也沒有產生任何戰略價值。霞飛還下令福煦保留步兵部隊及彈藥以增援同時在香檳發起的攻勢；阿圖瓦戰事消耗的彈藥之大，以至於法軍不得不減少攻勢，但至少沒有讓英軍有陷入困境的印象。法軍第十軍團在非常潮濕的天氣中攻佔了維米嶺，但德軍的反擊從第33兵團中奪回了維米嶺最高點。福煦接管了英軍右翼，但無法在同一天發起協同作戰。戰役持續到10月13日，但是是在一片秋雨、兩軍都已精疲力盡以及協約國內互相指責之中所結束的。

## 後續發展

### 分析

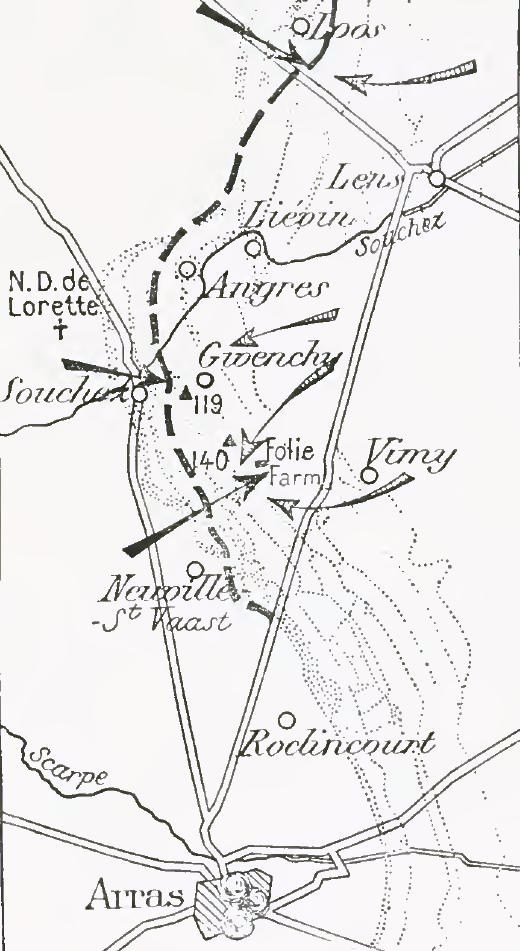
1915年9月至10月間，法國第十軍團的攻勢與德軍的反攻

法軍1915年在阿圖瓦的兩次攻勢將9（5.6英里）寬的戰線往前推進了5—6（3.1—3.7英里）。繼他們在五月的攻勢中推進3 km（1.9 mi）後，他們又在九月的攻勢結束後往前推進2—3（1.2—1.9英里）。法約勒將第三次阿圖瓦戰役回報為一場敗仗，並歸因於戰場未切斷的鐵絲網，以及德軍機關槍和砲兵的砲火。步兵攻擊的成功與否，取決於砲兵的能力，包括切斷鐵絲網、摧毀德軍野戰要塞以及避免德軍砲兵利用反擊砲火砲轟法軍步兵；與此戰同時進行的第二次香檳戰役持續到了十月。

### 傷亡
德國帝國檔案館的官方史學家紀載，在這場仗中德軍到了十月底一共傷亡51,100人。2008年，傑克·謝爾登（Jack Sheldon）使用了法國官方戰史提供的資料後，將法軍傷亡人書記載為48,230人，這數字還不到他們同年四月到六月發起春季攻勢時傷亡人數的一半。英國官方史學家詹姆斯·埃德蒙茲紀載了洛斯戰役中，英軍傷亡61,713人以及德軍約傷亡26,000人。伊莉莎白·格蘭格（Elizabeth Greenhalgh）寫下法軍共有48,230人傷亡，其中18,657人戰死或名列失蹤，俘獲2,000名戰俘、35門機槍以及許多戰壕迫擊砲及其裝備。

## 註解
1. ↑  英國遠征軍在1915年共有285,107人傷亡[9]。

## 註腳
1. ↑  Doughty 2005，第157–158頁.
2. 1 2 3  Greenhalgh 2014，第116頁.
3. ↑  Greenhalgh 2014，第115頁.
4. 1 2  Doughty 2005，第195–201頁.
5. ↑  Greenhalgh 2014，第115–116頁.
6. ↑  Humphries & Maker 2010，第320頁.
7. ↑  Sheldon 2008，第126, 128頁.
8. ↑  Edmonds 1928，第392, 401頁.
9. ↑  Edmonds 1928，第393頁.

## 外部連結
- Chtimiste.com: 第三次阿圖瓦戰役 （页面存档备份，存于）（法語）